# Johannes Wagner
Hanns Wagner (1522-1590) (Ioannes Carpentarius) (* Bremgarten, Aargau, 19 de Outubro de 1522 † Soleura, 1 de Setembro de 1590) foi um reformador, organista e dramaturgo austríaco. Era sobrinho do dramaturgo Johannes Aal (1500-1551).

## Biografia
Johannes Wagner matriculou-se na Universidade de Freiburg em 29 de Abril de 1538, onde seu tio Johannes Aal (1500-1551) já tinha estudado. Lá, entrou em contato com o poeta e humanista Henricus Glareanus (1488-1563) e os conhecimentos de Latim e também a poesia grega e romana. Em 1542 ele conclui o curso de Magister artium. Depois ele seguiu seu tio para Soleura, onde se tornou organista e professor de Latim do Colégio Latino de Santo Urso, onde deu aulas de 1543 a 1585, com uma interrupção entre 1560-61. O humanista e chefe de estado alemão Hans Jakob vom Staal, o Velho (1539-1615) foi seu aluno nesse colégio.  Em 1585 ele se afastou da vida pública e recebia uma pensão vitalícia que lhe foi concedida. A sua Biblioteca foi preservada e faz parte agora da Biblioteca Nacional de Soleura.
Johannes Wagner ficou conhecido por causa de suas peças públicas para teatro e como autor de peças histórico-religiosas imbuídas do espírito da reforma católica.

## Obras
- Dreikönigsspiel (Os três reis magos, apresentada em 5 de fevereiro de 1561)
- Aristotimus tyrannus (O tirano Aristótimo, manuscrito baseado numa obra de Plutarco, 1575)
- Sant Mauritzen Tragoedia und Sant Vrsen Spil (A tragédia de São Maurício e de Santo Urso, drama duplo, 1575, 1590). Esta peça foi baseada num relato religioso do século V, que se expandiu numa apresentação de dois dias ao ar livre, em homenagem ao santo padroeiro da igreja, em 27 e 28 de agosto de 1581, por ocasião do centenário do aniversário da cidade de Soleura, como membro da Confederação Suíça.
- Actus V. Stephanis (Vida de Santo Estêvão, peça incompleta)